# Dziatkowicze (gmina)
Dziatkowicze – dawna gmina wiejska istniejąca w latach 1928–1939 w woj. poleskim II Rzeczypospolitej (obecnie na Białorusi). Siedzibą władz gminy była wieś Dziatkowicze.
Gmina Dziatkowicze powstała 18 kwietnia 1928 roku w powiecie kobryńskim w woj. poleskim z części zniesionych gmin Iłosk i Ziołowo.
Po wojnie obszar gminy Dziatkowicze wszedł w struktury administracyjne Związku Radzieckiego.
Nie mylić z gminą Dziatkiewicze (początkowo jako gmina Dziatkowicze).